# Kamienica Śliwińskich w Krakowie
Kamienica Śliwińskich – zabytkowa kamienica znajdująca się w Krakowie przy ulicy Mikołajskiej 4, na Starym Mieście.

## Historia kamienicy
W XIV wieku w miejscu obecnej kamienicy wzniesiono dwa gotyckie domy. W latach 80. XVI wieku zostały one połączone w jeden budynek. W połowie XVIII wieku był on własnością miejskiego cyrulika S. Bendera. Pod koniec tego stulecia został nadbudowany o drugie piętro i wzmocniony szkarpami. Z tego okresu pochodzą także późnobarokowe polichromie o roślinnych motywach we wnętrzach. W połowie XIX wieku kamienica stała się własnością rodziny Śliwińskich, od której pochodzi jej nazwa. W latach 1886–1888 została gruntownie przebudowana według projektu Władysława Rausza. Dobudowano wówczas trzecie piętro oraz przebudowano fasadę na eklektyczną. Dokonano także zmian we wnętrzach. Powstały wtedy alegoryczne polichromie na pierwszym i drugim piętrze. U schyłku XIX i w XX wieku w budynku mieściły się sklepy m.in. handel korzenny i norymberski Kretschmerów. W latach 1973–1987 kamienicę poddano gruntownej renowacji. W czasie tych prac wyburzone zostały oficyny.. Obecnie w kamienicy mieści się siedziba Federacji Regionalnych Związków Gmin i Powiatów RP oraz Instytut Studiów Strategicznych.
21 października 1982 kamienica została wpisana do rejestru zabytków. Znajduje się także w gminnej ewidencji zabytków.